# Хішба Володимир Пилипович
Володимир Пилипович Хішба (15 липня 1936, місто Гагра, тепер Абхазія, Грузія — ?) — радянський діяч, 1-й секретар Абхазького обласного (республіканського) комітету КП Грузії. Член ЦК КПРС у 1990—1991 роках.

## Життєпис
З 1955 року працював робітником Гантіадського заводу «Будматеріали» Абхазької АРСР.
У 1962 році закінчив Московський лісотехнічний інститут.
У 1962—1965 роках — майстер лісозаготівельної дільниці Бзибського ліспромгоспу, технічний керівник Бзибського лісопильного заводу (лісокомбінату), головний інженер Бзибського деревообробного комбінату Абхазької АРСР.
Член КПРС з 1963 року.
У 1965—1970 роках — інструктор Гагрського районного  комітету КП Грузії; інструктор Абхазького обласного комітету КП Грузії.
У 1970—1973 роках — голова Державного комітету лісового господарства Ради міністрів Абхазької АРСР.
У 1973—1974 роках — голова виконавчого комітету Гагринської міської ради депутатів трудящих Абхазької АРСР.
У 1974—1977 роках — голова Державного комітету лісового господарства Ради міністрів Абхазької АРСР.
У 1977—1988 роках — заступник голови Державного комітету лісового господарства Ради міністрів Грузинської РСР; заступник, перший заступник міністра лісового господарства Грузинської РСР.
У 1988—1989 роках — перший заступник голови Державного комітету Грузинської РСР охорони природи та лісового господарства.
6 квітня 1989 — 1991 року — 1-й секретар Абхазького обласного (з липня 1990 року — республіканського) комітету КП Грузії.
Потім — на пенсії.